# Freja Beha Erichsenová

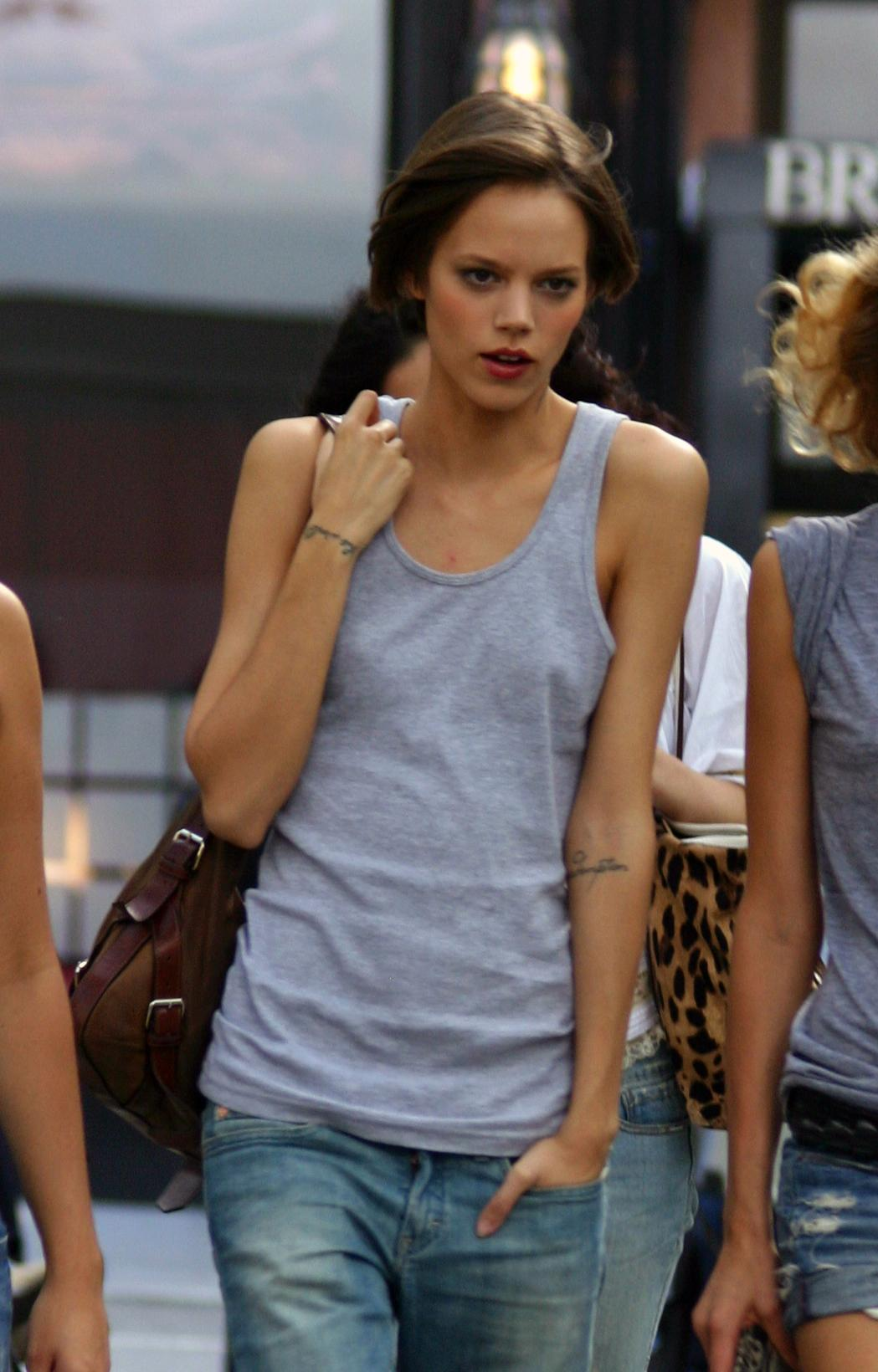
Freja Beha Erichsenová

Freja Beha Erichsenová (* 18. října 1987 Roskilde, Dánsko) je dánská modelka.
V roce 2005 zazářila na módních přehlídkách v Paříži a Miláně. Internetový portál models.com ji zařadil na druhé místo v přehledu top 50 světových modelek Na svém těle má celkem 16 tetování. Na krku má vytetované slovo float, z vnitřní strany levé paže pistoli, na zadní straně pravé ruky nápis Serendipity is life. Žije v New Yorku.